# Pericallis
Pericallis là một chi thực vật có hoa trong họ Cúc (Asteraceae).

## Loài
Chi Pericallis gồm các loài: